# ستودنتس (منطقه تربیچ)
ستودنتس (به چکی: Studenec) یک منطقهٔ مسکونی در جمهوری چک است که در منطقه تربیچ واقع شده‌است. ستودنتس ۱۲٫۶۲ کیلومتر مربع مساحت و ۵۴۷ نفر جمعیت دارد و ۴۴۶ متر بالاتر از سطح دریا واقع شده‌است.